# Arcturina rhomboidalis
Arcturina rhomboidalis är en kräftdjursart som beskrevs av Jean Baptiste François René Koehler 1911. Arcturina rhomboidalis ingår i släktet Arcturina och familjen Arcturidae. Inga underarter finns listade i Catalogue of Life.